# 巴热-多马坦
巴热-多马坦（法語：Bâgé-Dommartin，法語發音：[baʒe dɔmaʁtɛ̃] ⓘ）是法国安省的一个市镇，属于布雷斯地区布尔格区。该市镇于2018年由原市镇巴热城和多马坦合并而成。

## 地理
巴热-多马坦（46°18'56"N, 4°56'43"E）面积56.87 平方千米，位于法国奥弗涅-罗讷-阿尔卑斯大区安省，该省份为法国东部省份，北起汝拉省，西北接索恩-卢瓦尔省，西接罗讷省和里昂大都会，南至伊泽尔省，东与萨瓦省、上萨瓦省和瑞士接壤。
与巴热-多马坦接壤的市镇（或旧市镇、城区）包括：芒通河畔圣西尔、韦勒河畔圣让、巴热勒沙泰勒、圣安德烈德巴热、费扬、勒普隆日、舍夫鲁、马尔索纳、布瓦塞、圣叙尔皮斯、圣迪迪耶多西亚、芒通河畔圣热尼、芒济亚。
巴热-多马坦的时区为UTC+01:00、UTC+02:00（夏令时）。

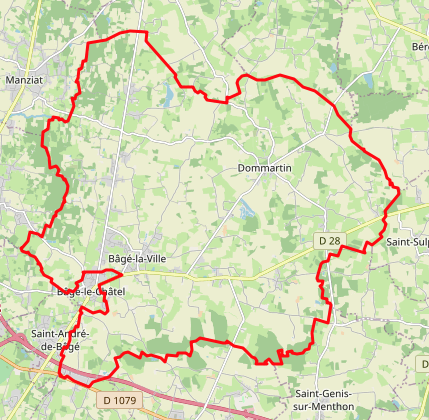
巴热-多马坦的OSM定位图

## 行政
巴热-多马坦的邮政编码为01380，INSEE市镇编码为01025。

## 政治
巴热-多马坦所属的省级选区为勒普隆日县。

## 人口
巴热-多马坦于2022年1月1日时的人口数量为4057人。